# 菁寮國小木造禮堂、辦公室暨日治時期升旗臺
23°22′44″N 120°20′23″E / 23.37894°N 120.33963°E
菁寮國小木造禮堂、辦公室暨日治時期升旗臺位於臺灣臺南市後壁區，於民國九十二年（2003年）5月27日公告為歷史建築。該歷史建築由日昭和年間設置的升旗臺與民國四十年代建立的大禮堂與舊辦公室組成，其中除禮堂仍維持原本用途外，舊辦公室已改為家長會聯誼室與辦公、教學器材的放置空間，而日治時期的升旗臺僅留下基座。

## 沿革

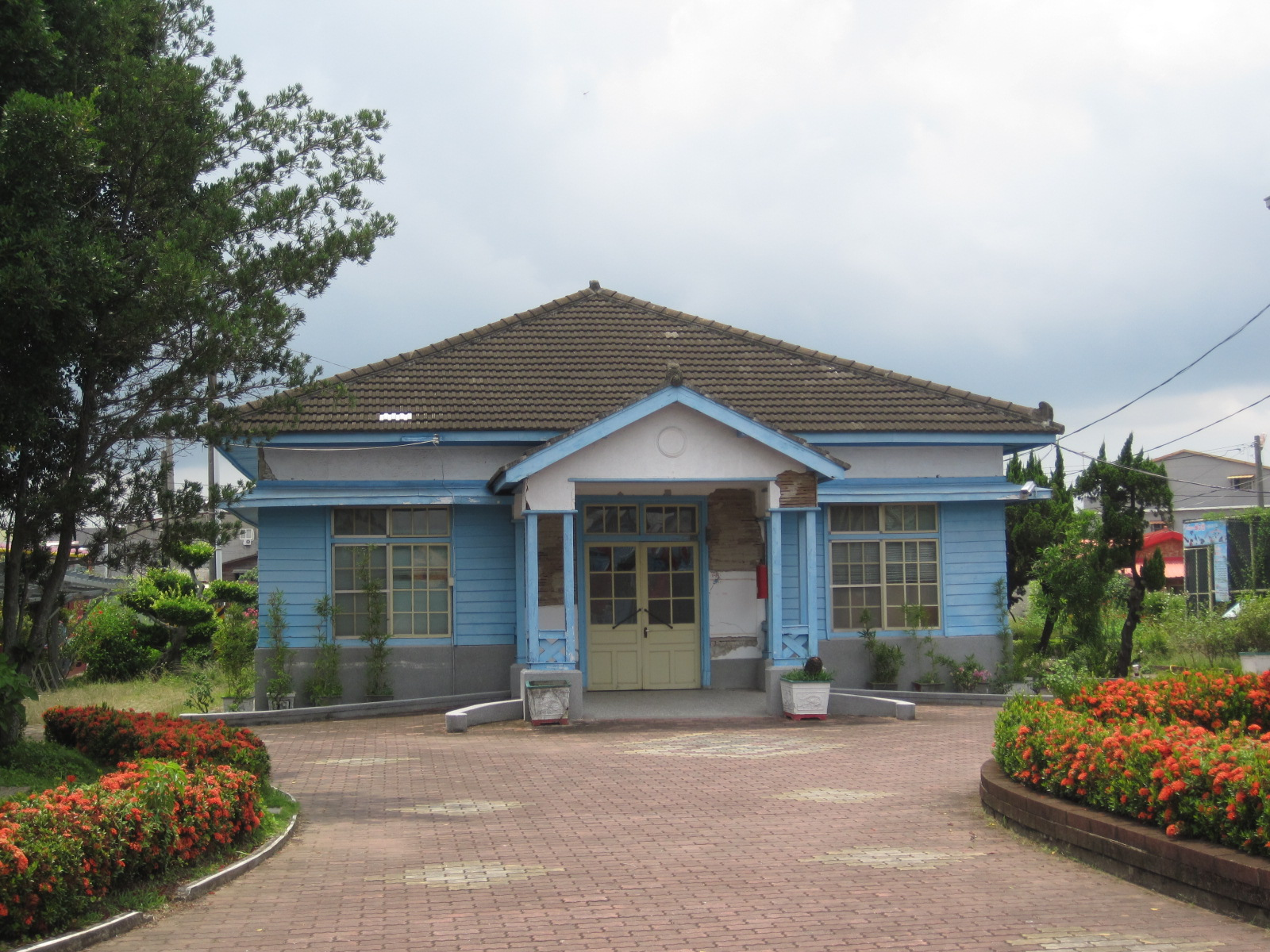
舊辦公室

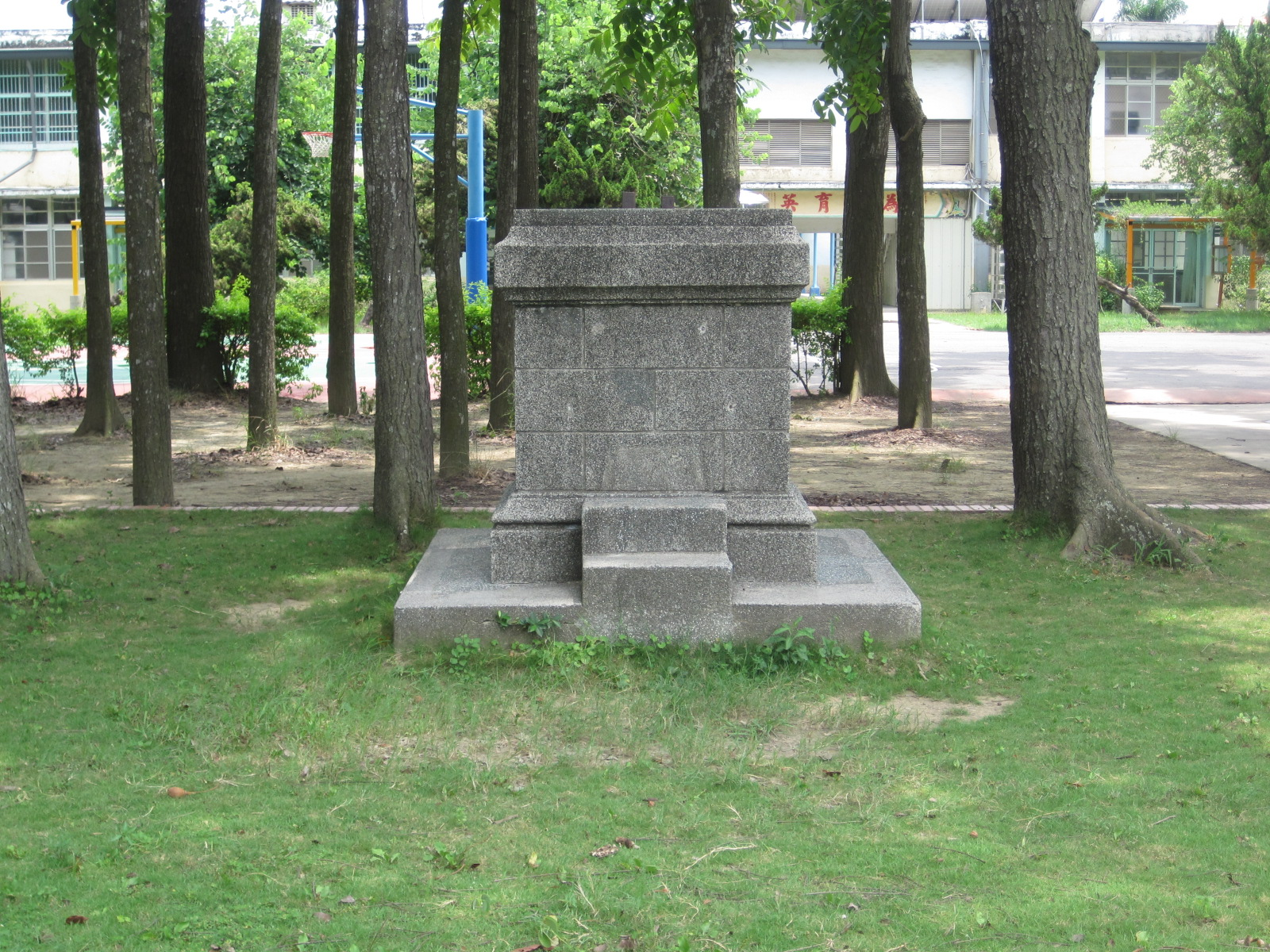
日治時期的升旗臺

菁寮國小為後壁區最早設立的學校，於明治四十四年（1911年）設立，名為「菁寮公學校」，首任校長是日本福岡縣人谷義廉。之後到了昭和十六年（1941年）修改臺灣教育令後，更名為「菁寮國民學校」。而在二次大戰後，校名先後改為「後壁鄉第二國民學校」、「菁寮國民學校」，而民國五十七年（1968年）改為「臺南縣後壁鄉菁寮國民小學」後直到2010年才因行政區改制而更名。
校內的日治時期舊建築約在民國六十年（1971年）左右開始拆除，民國時期初年的舊建築後來也開整修或拆除，留下來較有歷史性的建築主要便是禮堂、辦公室與日治時期的升旗臺。
升旗臺建於日昭和六年（1931年）9月，於昭和八年（1933年）4月15日舉行校旗豎立典禮。基座上原為鐵製旗桿，但在第二次世界大戰時被鋸掉當作砲彈原料，之後改用木製旗桿。戰後升旗臺繼續使用到民國七十一年（1982年）10月新的國旗臺暨司令臺完工後為止，之後閒置。
禮堂則建於民國四十年（1951年）2月，由後壁鄉公所籌建。1994年進行過修繕工程，工程中將原本的推拉門改成落地鋁門，後來2004年禮堂整修工程中又改回推拉式木門。而舊辦公室建於民國四十五年（1956年）3月，也是由後壁鄉公所籌建。辦公室在1996年時因不敷使用而遷至他處，原建築改為家長會聯誼室與辦公、教學器材的放置空間。

## 建築
升旗臺為洗石子建築，基座寬124公分，長107公分，高166公分，而中堵部分仿石材裝飾而有分割線條。
禮堂則座東朝西，為磚木混合建築，正門上有「中正堂」三字，基座為洗石子，牆面為木製雨淋板，旁邊有一些桁樑斜撐木，建築風格為和式建築樣式、巴西利卡式矩形集會空間，而在南北面又各有兩處出入門。禮堂屋頂為斜屋頂，現在鋪著鋼板，屋架則為木製，至於內部空間則由講臺、講堂與玄關所組成。
舊辦公室坐西朝東，建築樣式與禮堂同為和式建築，材質亦為磚木混合建築，入口門廊造型類似簡化唐破風，為雙坡洩水屋面型式，裡頭除了原辦公空間外尚有兩間房間，較小者為儲藏室，較大者為替代役男的寢室。而除了西面的主入口外，南北面亦各有一個入口。